# Cassago Brianza
Cassago Brianza ist eine Gemeinde in der Provinz Lecco in der italienischen Region Lombardei mit 4425 Einwohnern (Stand 31. Dezember 2023).

## Geographie
Cassago Brianza liegt etwa 15 km südwestlich der Provinzhauptstadt Lecco und 30 km nordöstlich der Millionen-Metropole Mailand. Die Gemeinde umfasst die Fraktionen Oriano, Tremoncino, Campi Asciutti, Zizzanorre und Rosello. Im Jahr 1971 hatte die Gemeinde Cassago Brianza eine Fläche von 355 Hektar.
Die Nachbargemeinden sind Barzanò, Bulciago, Cremella, Monticello Brianza, Nibionno, Renate (Lombardei) (MB) und Veduggio con Colzano (MB).

## Geschichte
Im Jahr 1162 wurde in Cremella de omni districtu et onore tocius terre quam habet Sanctus Johannes de Modecia (Dom von Monza) investiert, mit der Befugnis zu distringere, d. h. zur Durchsetzung von Regeln und Urteilen und auch zur Rechtsprechung, allerdings innerhalb von Grenzen, die nicht in die landesherrliche Gerichtsbarkeit eingriffen, und zur Erhebung von honores (Abgaben): Cassago wurde ebenfalls unter den Orten aufgeführt. Zu Beginn des 13. Jahrhunderts (1206) waren die Bauern von Cassago bereits in der universitas organisiert, d. h. in einem Konsortium, aus dem sich nach der Anerkennung der Rechte durch den Feudalherrn allmählich die kommunale Institution entwickelte. In den Statuten für die Straßen und Gewässer des Herzogtums Mailand wurde er in der Gemeinde Missaglia als el locho de Casago aufgeführt. In der Schätzung des Herzogtums Mailand von 1558 und den nachfolgenden Aktualisierungen bis zum 17. Jahrhundert wurde Cassago unter den Gemeinden der Pieve Missaglia aufgeführt.
Cassago wurde auch in einer Übersicht über alle Ländereien des Herzogtums Mailand und andere, die mit ihnen für Salz besteuert wurden aus dem Jahr 1572 aufgeführt (Terre Ducato di Milano, 1572). Aus den Antworten, die im Jahr 1751 auf die 45 Fragen der königlichen Volkszählung gegeben wurden, lässt sich ableiten, dass die Gemeinde Cassago, die zur Pieve Missaglia gehörte, zu diesem Zeitpunkt aus dem Gedächtnis heraus nie feudalisiert war. Die Justiz wurde in der Regel vom Vikar der Martesana ausgeübt, bei dessen Strafbank der Konsul seinen jährlichen Eid ablegte und dem Aktuar 13,3 Euro zahlte.
Nach der vorübergehenden Vereinigung der lombardischen Provinzen mit dem Königreich Sardinien wurde die Gemeinde Cassago mit 668 Einwohnern, die von einem fünfzehnköpfigen Gemeinderat und einem zweiköpfigen Stadtrat verwaltet wird, gemäß der durch das Gesetz vom 23. Oktober 1859 festgelegten Gebietsaufteilung in den Bezirk IV von Missaglia, Bezirk III von Lecco, Provinz Como eingegliedert. Bei der Verfassung des Königreichs Italien im Jahr 1861 hatte die Gemeinde 754 Einwohner (Volkszählung 1861). Nach dem Gemeindegesetz von 1865 wurde die Gemeinde von einem Bürgermeister, einer Junta und einem Rat verwaltet. Im Jahr 1867 wurde die Gemeinde in denselben Bezirk, Kreis und dieselbe Provinz eingegliedert (Verwaltungsbezirk 1867).
Im Jahr 1924 wurde die Gemeinde in den Bezirk Lecco der Provinz Como eingegliedert. Nach der Gemeindereform im Jahr 1926 wurde die Gemeinde von einem Podestà verwaltet. Im Jahr 1927 wurde die Gemeinde Cassago zur neuen Gemeinde Cassago Brianza zusammengelegt. Die Gemeinde Cassago Brianza, die zur Provinz Como gehört, wurde 1927 aus den aufgelösten Gemeinden Cassago und Oriano Brianza gebildet. Nach dem 1926 erlassenen Gesetz über die lokale Verwaltung wurde die Gemeinde von einem Podestà verwaltet. Nach der Gemeindereform von 1946 wurde die Gemeinde Cassago Brianza von einem Bürgermeister, einer Junta und einem Gemeinderat verwaltet.

## Bevölkerung
| Bevölkerungsentwicklung | Bevölkerungsentwicklung | Bevölkerungsentwicklung | Bevölkerungsentwicklung | Bevölkerungsentwicklung | Bevölkerungsentwicklung | Bevölkerungsentwicklung | Bevölkerungsentwicklung | Bevölkerungsentwicklung | Bevölkerungsentwicklung | Bevölkerungsentwicklung | Bevölkerungsentwicklung | Bevölkerungsentwicklung | Bevölkerungsentwicklung | Bevölkerungsentwicklung | Bevölkerungsentwicklung |
| ----------------------- | ----------------------- | ----------------------- | ----------------------- | ----------------------- | ----------------------- | ----------------------- | ----------------------- | ----------------------- | ----------------------- | ----------------------- | ----------------------- | ----------------------- | ----------------------- | ----------------------- | ----------------------- |
| Jahr                    | 1861                    | 1871                    | 1881                    | 1901                    | 1911                    | 1921                    | 1931                    | 1951                    | 1961                    | 1971                    | 1981                    | 1991                    | 2001                    | 2011                    | 2022                    |
| Einwohner               | 1171                    | 1190                    | 1306                    | 1597                    | 1737                    | 1761                    | 1873                    | 2066                    | 2474                    | 3027                    | 3596                    | 3870                    | 4068                    | 4406                    | 4358                    |
| Quelle: ISTAT           |                         |                         |                         |                         |                         |                         |                         |                         |                         |                         |                         |                         |                         |                         |                         |

## Kultur und Sehenswürdigkeiten
- Festa di San Giacomo il Maggiore und Santa Brigida di Kildare – Fest der Ortspatrone am 25. August
- Pfarrkirche Santi Giacomo e Brigida errichtet an der Stelle einer etwa zwei Jahrhunderte zuvor existierenden Kirche[2]
- Kirche San Gregorio in Oriano[3]
- Kirche San Salvatore, Mausoleum Visconti. Das Mausoleum der Familie Visconti di Modrone, ein Neugotik-Bauwerk, das 1836 von Giuseppe Chierichetti nach dem Vorbild des Tiburios des Mailänder Doms entworfen wurde. Der kleine Tempel wurde an der Stelle errichtet, an der sich eine Kirche befand, die San Salvatore gewidmet war.[4]
- Villa Lurani-Pedroli
- Villa Romagnoli (Ende des 17. Jahrhunderts), ein Gebäude im Barockstil mit einem gewölbten Säulengang.
- Torrione in der Via Fiume, vermutlich antiker Signalturm.

## Bilder

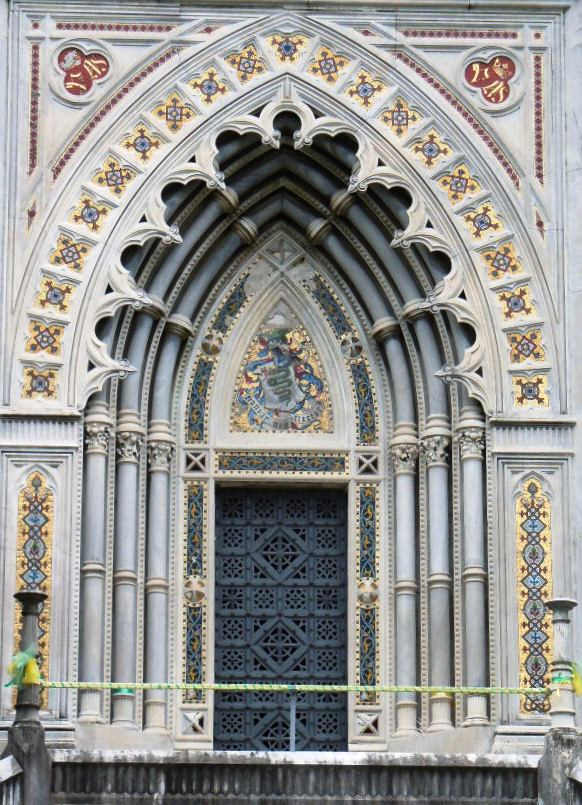
Fassade des Mausoleums Visconti di Modrone
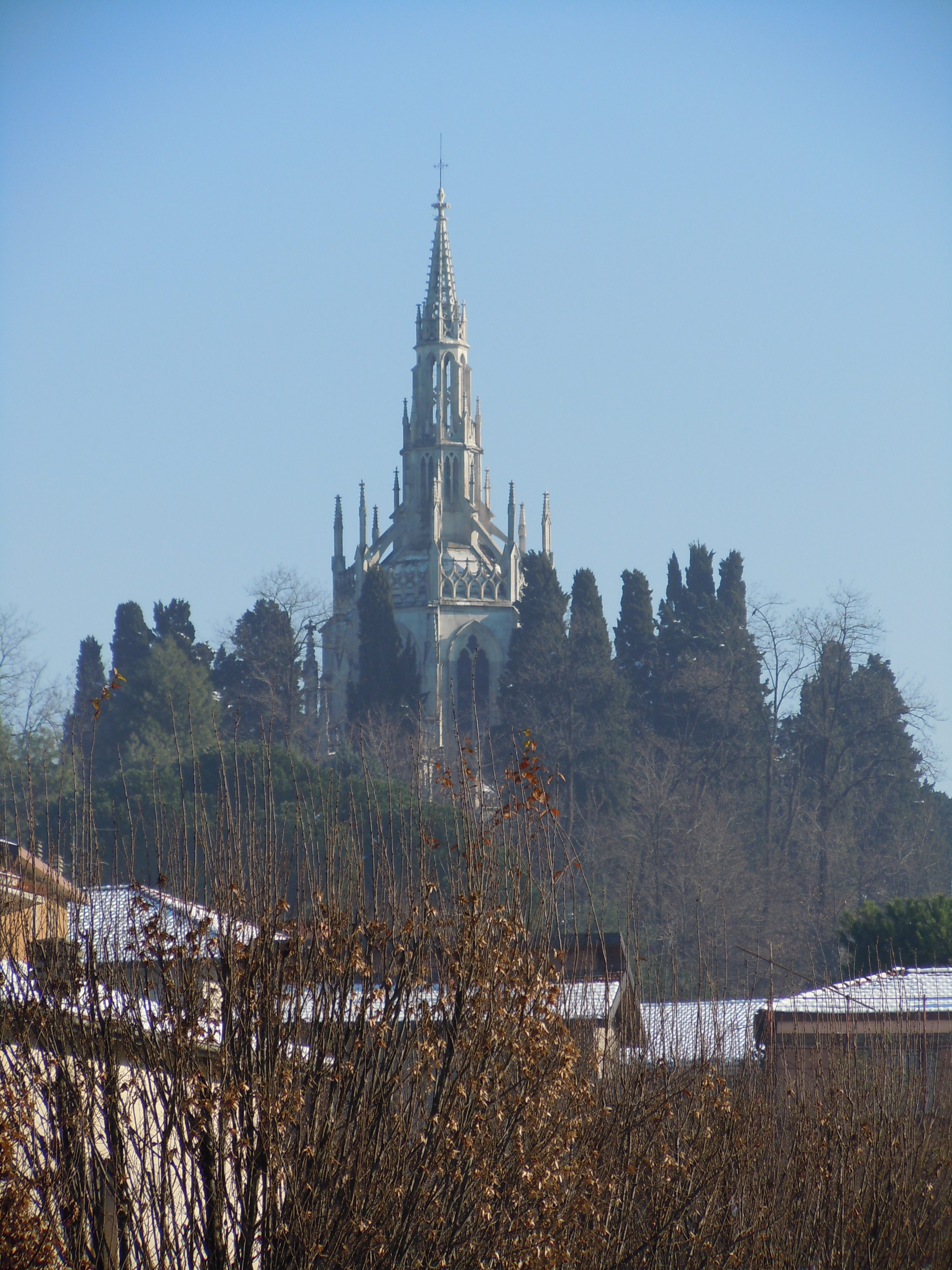
Mausoleum Visconti di Modrone
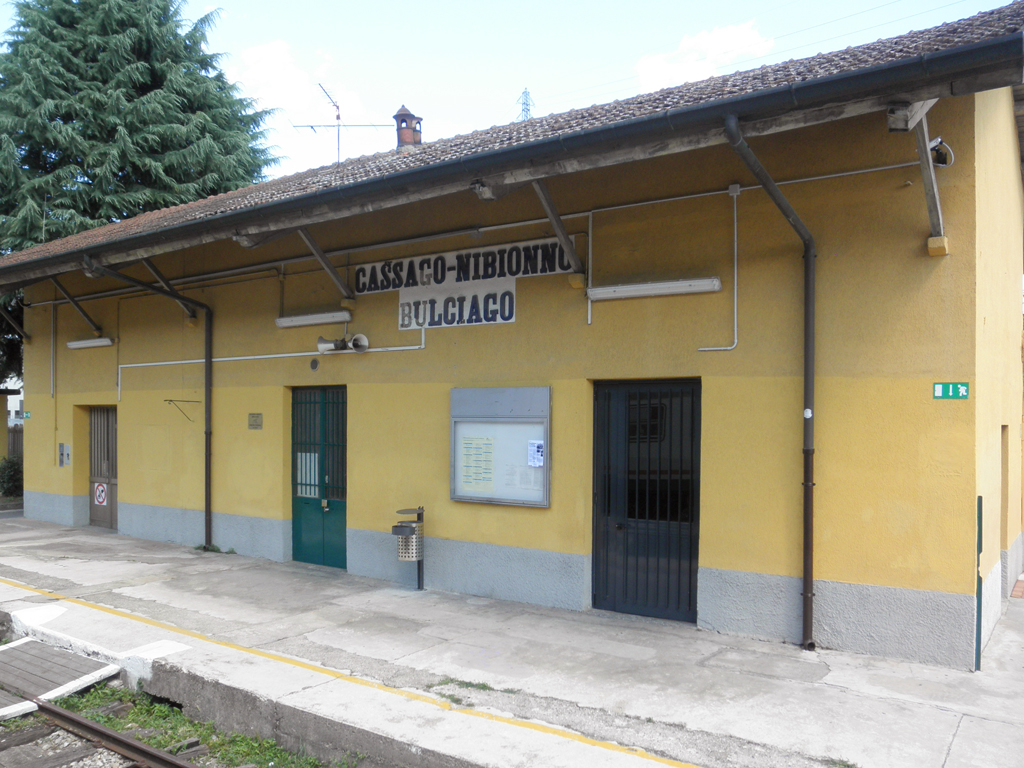
Bahnhof Cassago-Nibionno-Bulciago